# Landricourt (Aisne)
Pour les articles homonymes, voir Landricourt.
Landricourt est une commune française située dans le département de l'Aisne, en région Hauts-de-France.

## Géographie

### Localisation

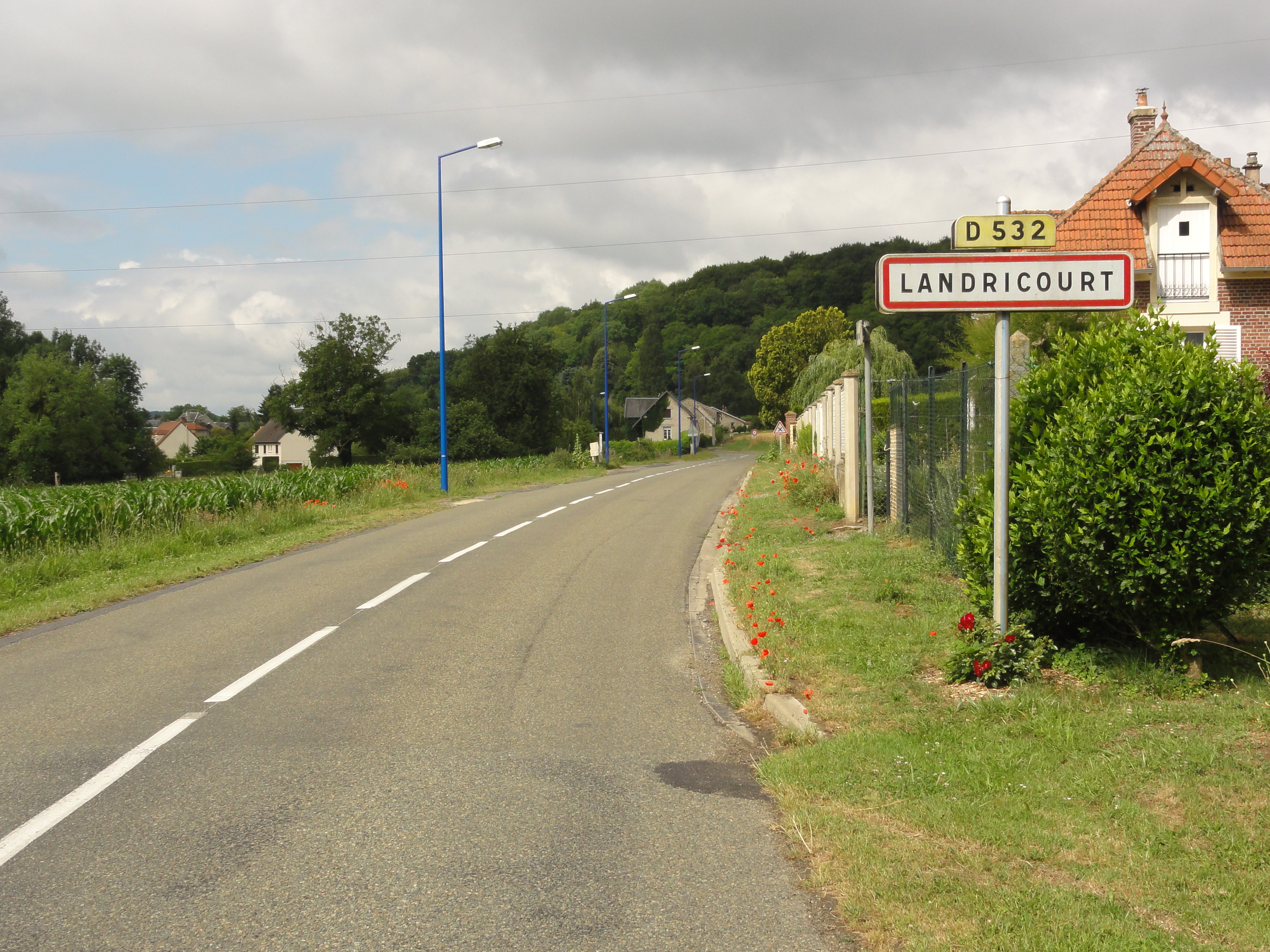
Entrée de Landricourt.
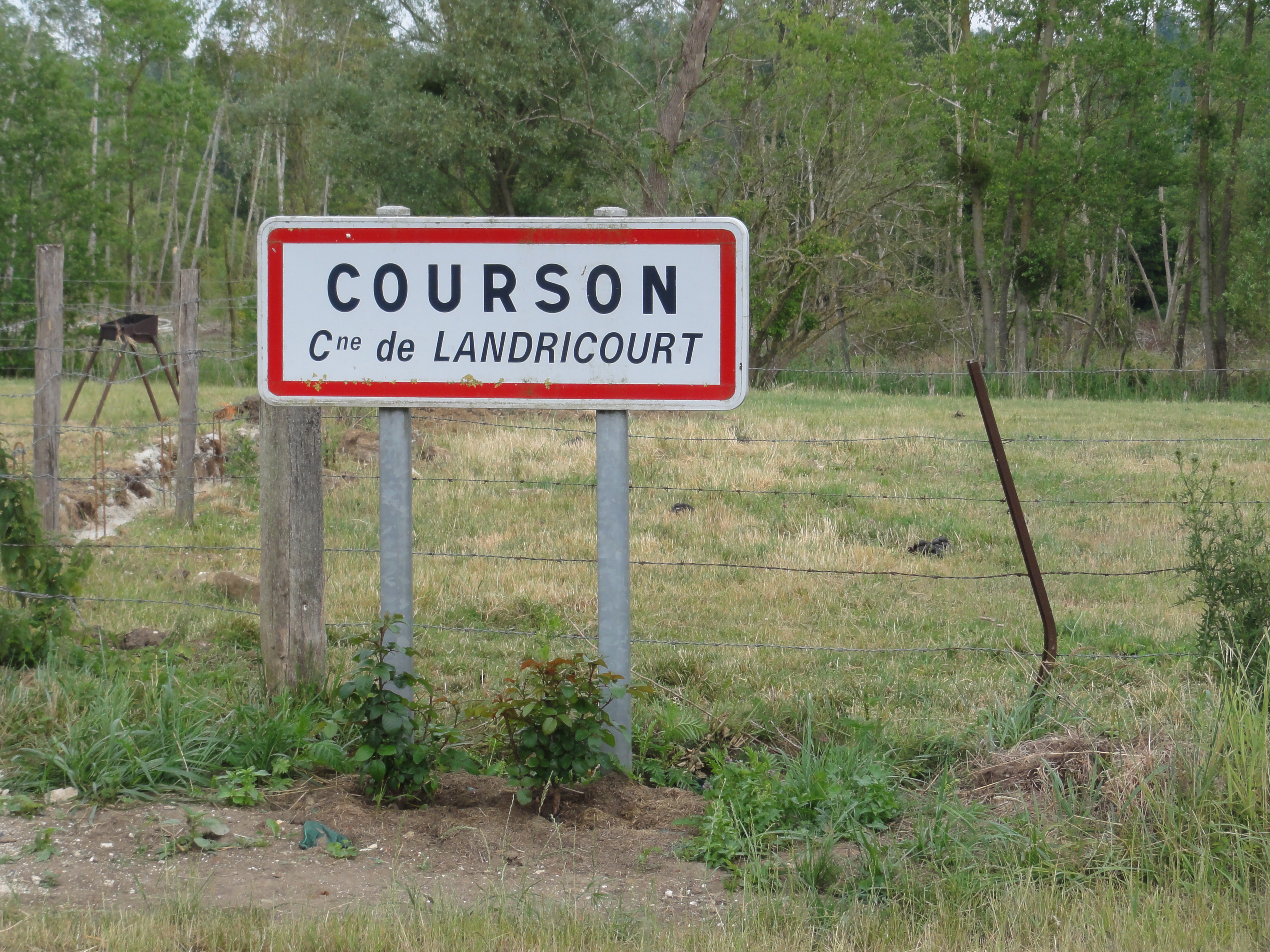
Entrée de Courson.

### Hydrographie
La commune est située dans le bassin Seine-Normandie. Elle est drainée par le canal de l'Oise à l'Aisne, l'Ailette, le canal 01 de la commune de Vauxaillon, le canal de l'Ailette, le cours d'eau 01 de la commune de Leuilly-sous-Coucy, le cours d'eau 03 de la commune de Landricourt, le cours d'eau 03 de la commune de Quincy-Basse, le fossé 04 de la commune de Landricourt, le ru de Basse, divers bras de Basse, divers bras de l'Aisne et divers bras de l'Oise,,.
Le canal de l'Oise à l'Aisne est un canal à bief de partage au gabarit Freycinet reliant les vallées de l'Oise et de l'Aisne. Il relie les communes d'Abbécourt et de Bourg-et-Comin en passant sous le tristement célèbre « Chemin des Dames ».
L'Ailette, d'une longueur de 59 km, prend sa source dans la commune de Sainte-Croix et se jette  dans l'Oise (rive gauche) à Quierzy, après avoir traversé 36 communes.

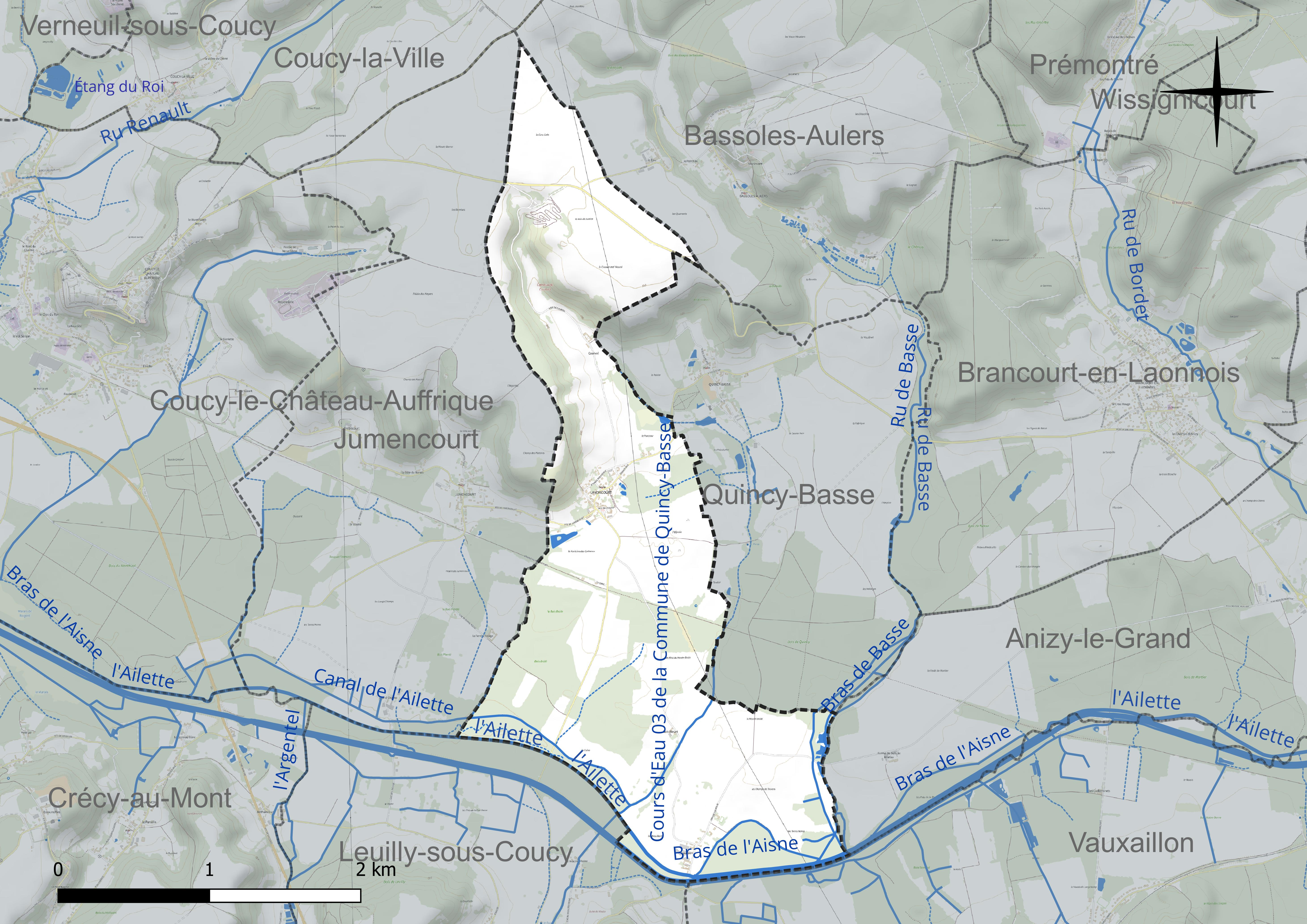
Réseau hydrographique de Landricourt.

### Climat
Pour des articles plus généraux, voir Climat des Hauts-de-France et Climat de l'Aisne.
En 2010, le climat de la commune est de type climat océanique dégradé des plaines du Centre et du Nord, selon une étude du CNRS s'appuyant sur une série de données couvrant la période 1971-2000. En 2020, Météo-France publie une typologie des climats de la France métropolitaine dans laquelle la commune est exposée à un climat océanique altéré et est dans la région climatique Nord-est du bassin Parisien, caractérisée par un ensoleillement médiocre, une pluviométrie moyenne régulièrement répartie au cours de l'année et un hiver froid (3 °C).
Pour la période 1971-2000, la température annuelle moyenne est de 10,6 °C, avec une amplitude thermique annuelle de 14,9 °C. Le cumul annuel moyen de précipitations est de 699 mm, avec 11,2 jours de précipitations en janvier et 8,7 jours en juillet. Pour la période 1991-2020, la température moyenne annuelle observée sur la station météorologique la plus proche, située sur la commune de Chauny à 16 km à vol d'oiseau, est de 11,1 °C et le cumul annuel moyen de précipitations est de 709,9 mm,. Pour l'avenir, les paramètres climatiques de la commune estimés pour 2050 selon différents scénarios d'émission de gaz à effet de serre sont consultables sur un site dédié publié par Météo-France en novembre 2022.

## Urbanisme

### Typologie
Au 1er janvier 2024, Landricourt est catégorisée commune rurale à habitat dispersé, selon la nouvelle grille communale de densité à 7 niveaux définie par l'Insee en 2022.
Elle est située hors unité urbaine. Par ailleurs la commune fait partie de l'aire d'attraction de Soissons, dont elle est une commune de la couronne,. Cette aire, qui regroupe 92 communes, est catégorisée dans les aires de 50 000 à moins de 200 000 habitants,.

### Occupation des sols
L'occupation des sols de la commune, telle qu'elle ressort de la base de données européenne d'occupation biophysique des sols Corine Land Cover (CLC), est marquée par l'importance des territoires agricoles (64,3 % en 2018), une proportion sensiblement équivalente à celle de 1990 (65 %). La répartition détaillée en 2018 est la suivante : 
terres arables (55,8 %), forêts (27,7 %), prairies (8,5 %), zones urbanisées (4 %), milieux à végétation arbustive et/ou herbacée (4 %).
L'évolution de l'occupation des sols de la commune et de ses infrastructures peut être observée sur les différentes représentations cartographiques du territoire : la carte de Cassini (XVIIIe siècle), la carte d'état-major (1820-1866) et les cartes ou photos aériennes de l'IGN pour la période actuelle (1950 à aujourd'hui).

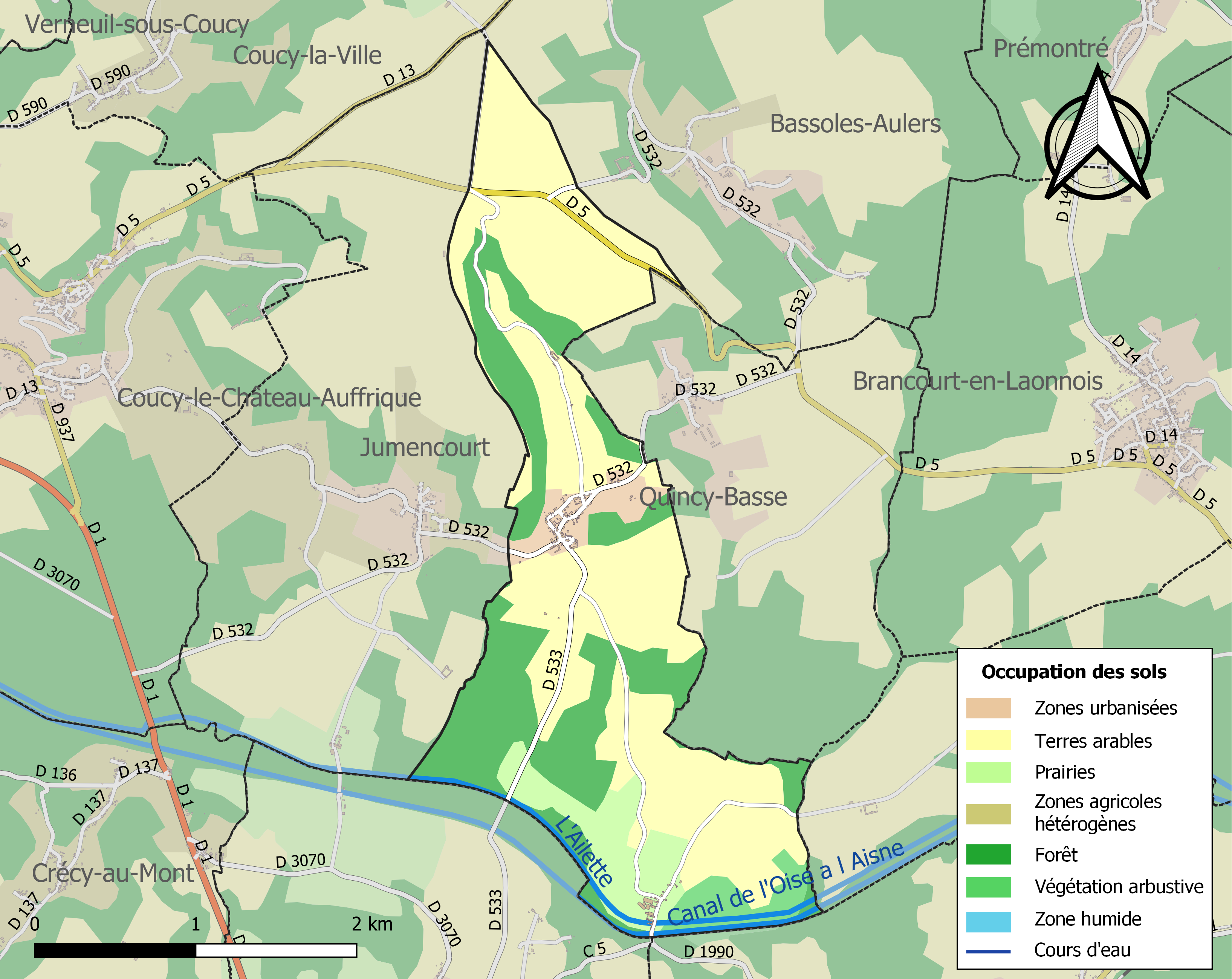
Carte de l'occupation des sols de la commune en 2018 (CLC).

## Toponymie
Le nom de la localité est attesté sous les formes Villa que dicitur Landricurtis (1059) ; Landricicurtis (1151) ; Landricort (1260) ; Saint-Martin-de-Landricourt (1688).

## Histoire

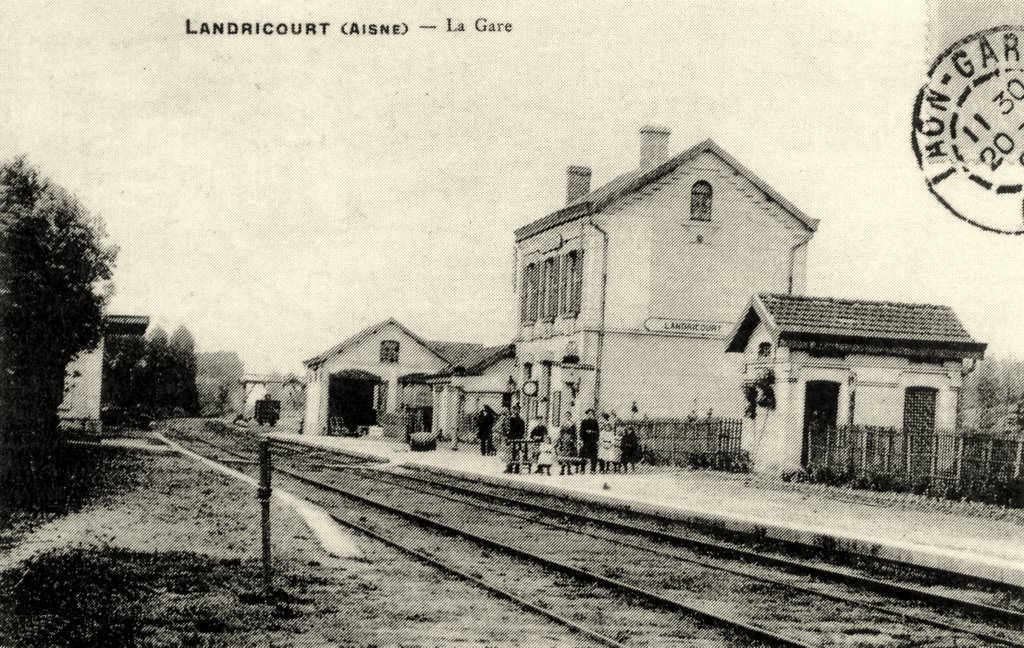
Carte postale de la gare vers 1910.

Village est mentionné dès le XIe siècle, sous le nom de Landrici curtis
En 1121 il est mentionné dans l'ancien Laonnois, dans la vallée de l'Ailette comme faisant partie « de l'intendance de Soissons, des bailliage de Coucy, élection et diocèse de Laon, puis au milieu du XIXe siècle du canton de Coucy, arrond. de Laon, diocèse de Soissons quand  Albéric, seigneur de Coucy, en donna l'autel à l'évêque de Laon (en 1059) ». 

Cependant « il ne fut longtemps qu'une simple succursale de Quincy ; c'est seulement en 1527 qu'on l'érigea en paroisse ».
« Les habitans de Landricourt furent affranchis de la servitude en 1368, par Enguerrand VII, sire de Coucy, avec ceux de ses autres domaines, sous la condition de lui payer une rente annuelle de 13 liv. 10 sous (Voyez Coucy-la-Ville) ».
« Louis d'Hédonville, seigneur de Landricourt, établit dans son château, peu d'années avant la révolution française, une école de chevalerie dans laquelle les gentilshommes qui pouvaient prouver quatre quartiers de noblesse, tant du côté paternel que maternel, étaient seuls admis ».
Démographie au XIXe siècle
En 1760 109 habitants répartis en 24 feux ; 

En 1800 : 217 habitants ;

En 1818 : 275 habitants ; 

En 1836 : 300 habitants ; 

En 1856 : 294 habitants ; 

En 1861 : 293 habitants

## Politique et administration

### Découpage territorial
La commune de Landricourt est membre de la communauté de communes Picardie des Châteaux, un établissement public de coopération intercommunale (EPCI) à fiscalité propre créé le 1er janvier 2017 dont le siège est à Pinon. Ce dernier est par ailleurs membre d'autres groupements intercommunaux.
Sur le plan administratif, elle est rattachée à l'arrondissement de Laon, au département de l'Aisne et à la région Hauts-de-France. Sur le plan électoral, elle dépend du  canton de Vic-sur-Aisne pour l'élection des conseillers départementaux, depuis le redécoupage cantonal de 2014 entré en vigueur en 2015, et de la quatrième circonscription de l'Aisne  pour les élections législatives, depuis le dernier découpage électoral de 2010.

### Administration municipale
| Période                                  | Période                       | Identité     | Étiquette | Qualité                                |
| ---------------------------------------- | ----------------------------- | ------------ | --------- | -------------------------------------- |
| Les données manquantes sont à compléter. |                               |              |           |                                        |
|                                          | 1878                          | ROyan        |           |                                        |
| 1879                                     |                               | Réné         |           |                                        |
| mars 2001                                | mars 2014                     | Jean Belot   |           |                                        |
| mars 2014                                | En cours (au 12 juillet 2020) | Eddy Warnier | DVG       | Employé Réélu pour le mandat 2020-2026 |

## Démographie
L'évolution du nombre d'habitants est connue à travers les recensements de la population effectués dans la commune depuis 1793. Pour les communes de moins de 10 000 habitants, une enquête de recensement portant sur toute la population est réalisée tous les cinq ans, les populations de référence des années intermédiaires étant quant à elles estimées par interpolation ou extrapolation. Pour la commune, le premier recensement exhaustif entrant dans le cadre du nouveau dispositif a été réalisé en 2006.

En 2022, la commune comptait 129 habitants, en évolution de −7,86 % par rapport à 2016 (Aisne : −1,97 %, France hors Mayotte : +2,11 %).
| 1793 | 1800 | 1806 | 1821 | 1831 | 1836 | 1841 | 1846 | 1851 |
| ---- | ---- | ---- | ---- | ---- | ---- | ---- | ---- | ---- |
| 208  | 217  | 226  | 274  | 301  | 300  | 320  | 300  | 302  |

| 1856 | 1861 | 1866 | 1872 | 1876 | 1881 | 1886 | 1891 | 1896 |
| ---- | ---- | ---- | ---- | ---- | ---- | ---- | ---- | ---- |
| 294  | 293  | 297  | 287  | 243  | 300  | 236  | 238  | 251  |

| 1901 | 1906 | 1911 | 1921 | 1926 | 1931 | 1936 | 1946 | 1954 |
| ---- | ---- | ---- | ---- | ---- | ---- | ---- | ---- | ---- |
| 227  | 240  | 195  | 123  | 140  | 124  | 137  | 110  | 109  |

| 1962 | 1968 | 1975 | 1982 | 1990 | 1999 | 2006 | 2011 | 2016 |
| ---- | ---- | ---- | ---- | ---- | ---- | ---- | ---- | ---- |
| 127  | 137  | 139  | 108  | 92   | 128  | 118  | 129  | 140  |

| 2021 | 2022 | - | - | - | - | - | - | - |
| ---- | ---- | - | - | - | - | - | - | - |
| 130  | 129  | - | - | - | - | - | - | - |

## Lieux et monuments

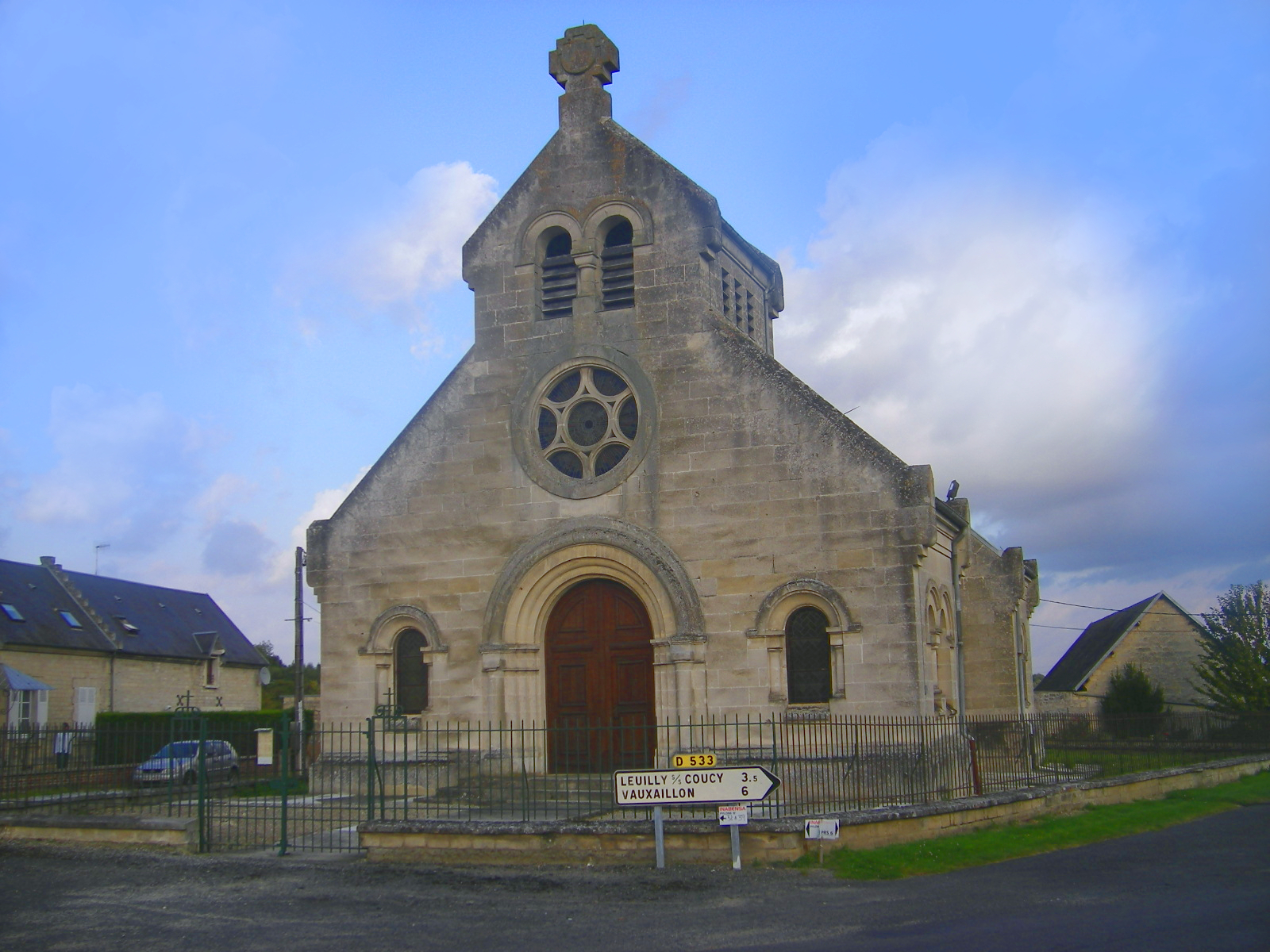
Église Saint-Martin.
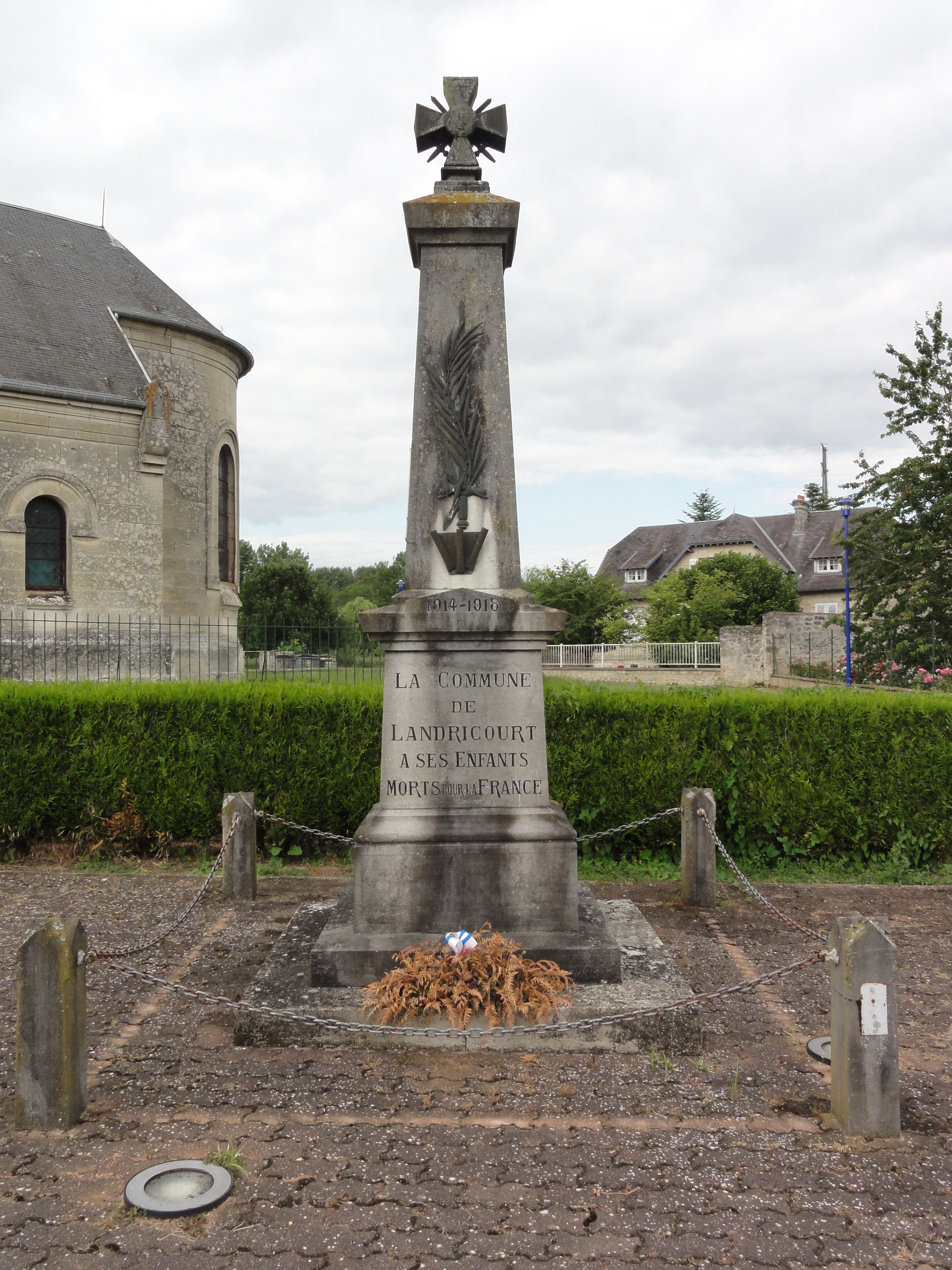
Monument aux morts.
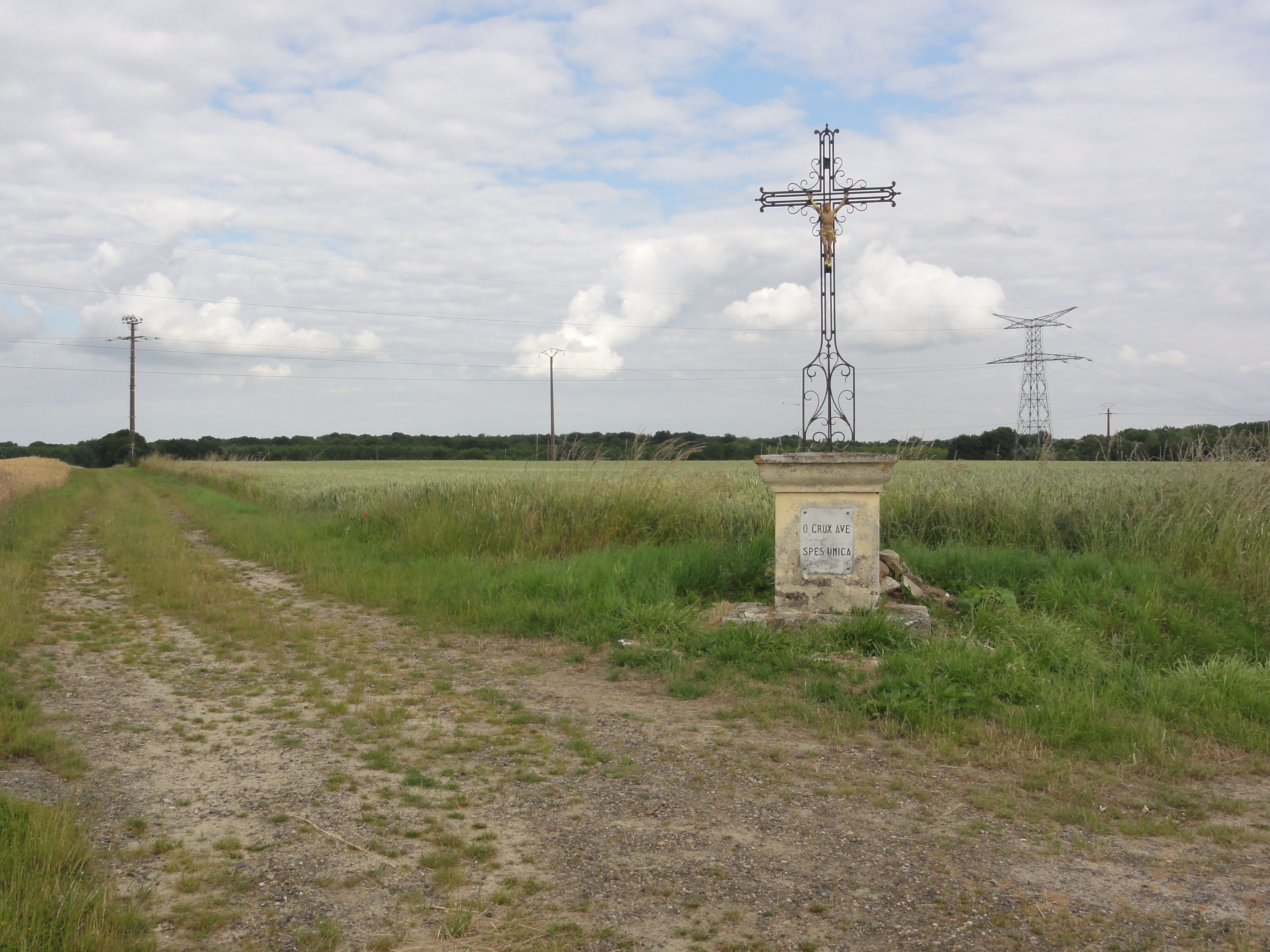
Croix de chemin.
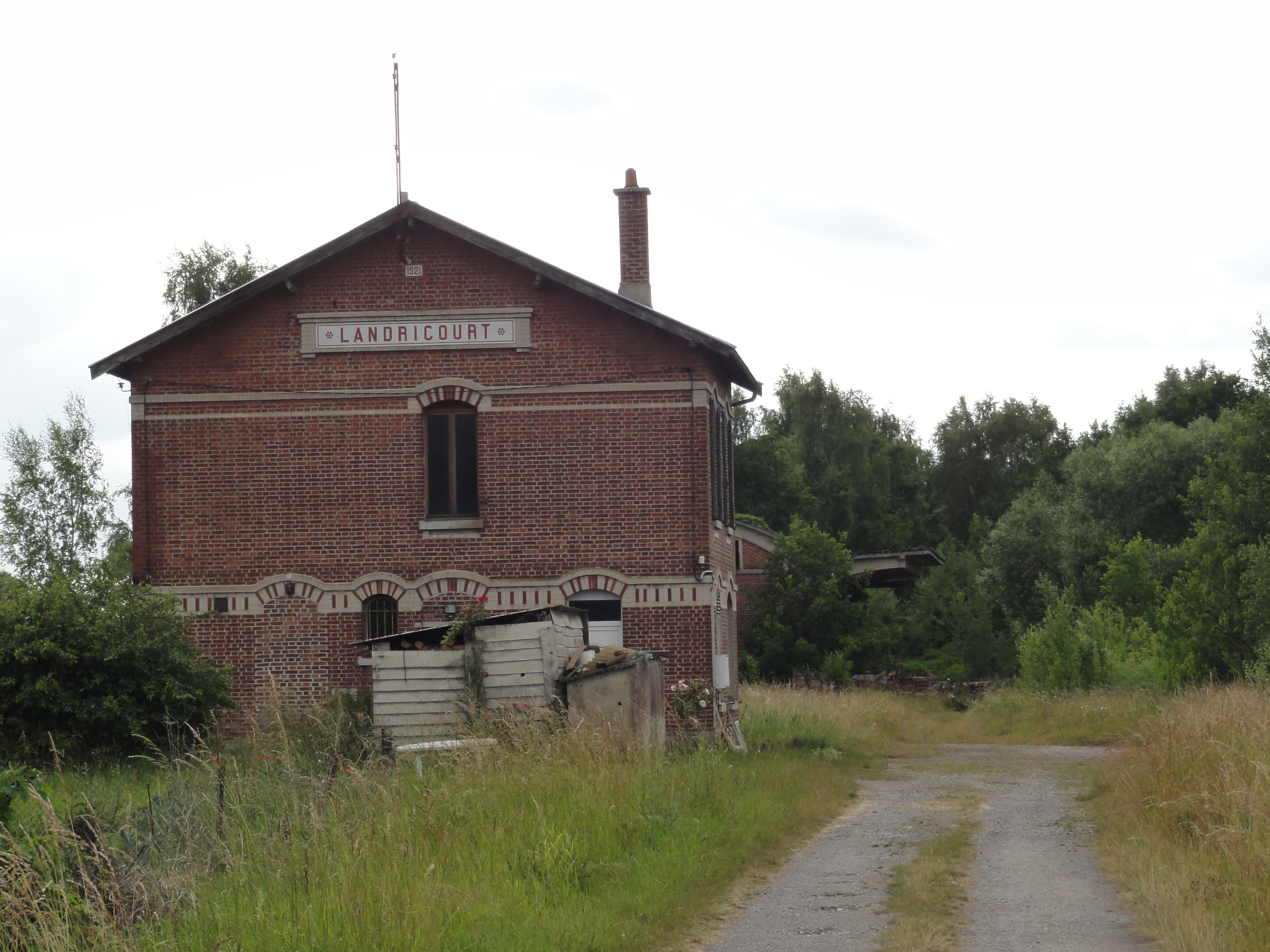
Ancienne gare.

- Église Saint-Martin.
- Monument aux morts.
- Paysage avec croix de chemin.
- Ancienne gare.